# Poszel apostolszki
Poszel apostolszki (Apostolsko poslanje) je kajkavski veliki katekizam, djelo Jurja Muliha (1742.). Poszel apostolszki je bio važna knjiga moralno-religioznog života ljudi u Hrvatskoj i jedna osnovna knjiga kajkavskog književnog jezika.
U knjizi Mulih teži za čisti hrvatski (kajkavski) jezik, s druge i piše u predgovoru, da svi ljudi ne moraju razumjeti ovih riječi zbog raznih uzroka, na primjer zbog jezičnih i narječnih razlika. „Nemorem toga tajiti, negod rad valujem, daſze ovde najdu vnoga, koja vſzem povolyna ne budu, kajme i jeod ovoga truda nekulikò odvrachalo, da budem na miru, kakſzu vnogi drugi,od mene vnogo vredneſſi, to dobrò znajuchi, da naſsega naroda lyudem, vu izgovarjanyu, i piſzanyu rechih, vſzem ne moguche vgoditi, arſze nekoji oſzmehavaju iz recheh, da néſzu prave horvatſzke, nekoji ſzude, da neſzu pravò piſzane; negobiſze drugach piſzati mogle: â nekoji druga prigovarjanya izmiſslyavaju, ter ſzuproti poſztavlyaju. Ali ja takoveh neſzemſze zbojal: kajtiſzem iz jedne ſztrane to zpoznal: daſze joſche na ov ſzvet ne rodil, kibi vſzem lyudem vgodil. A iz druge ſztrane, jeſzem premiſzlil duhovnu haſzen, kojaſze po oveh knigah, more negda, i po moje ſzmert vchiniti: arſze ufam, daſze najdu vnogi Kerſcheniki, koji, ne ſzamò vu Szvetek; nego negda i vu delatnik, budu ove Knige veſzelò chtali, i druge marlivò navuchali. I takovi znavſi, daſzemſze ja vu izgovarjanyu rechih, moral prilagoditi ſzamò k-Zagrebczem, pri kojeh ovo piſſem, â ne Karlovchanom, niti Varasdinczem, niti Poſeſanom...”
Jezik Mulihovog katekizma je zagrebačko-kajkavsko narječje. Mulih će pokazati i svoju želju za jedinstvenom grafijom kojom bi se i Hrvati kajkavci trebali služiti. Upozoravajući na neka svoja pravopisna rješenja kojima se je poslužio u knjizi, Mulih će zapisati „ar ja zrok imam, da ovak piſſem: Rodyak, porodyenm redyen, vidyen, obſzudyen, pohadyanye, potverdyenye. A ne ovak: rogyak, regyen, vigyen obſzugyen, pohagyanye, potvergyenye. Kajti ove rechi (kakti od korena) idu od oveh: rodim, redim, vidim, ſzudim, hodim, tverdim. A ne od oveh: rogim, regim, vigim, ſzugim, hogim, tvergim...”